# St-Samson (Pleumeur-Bodou)

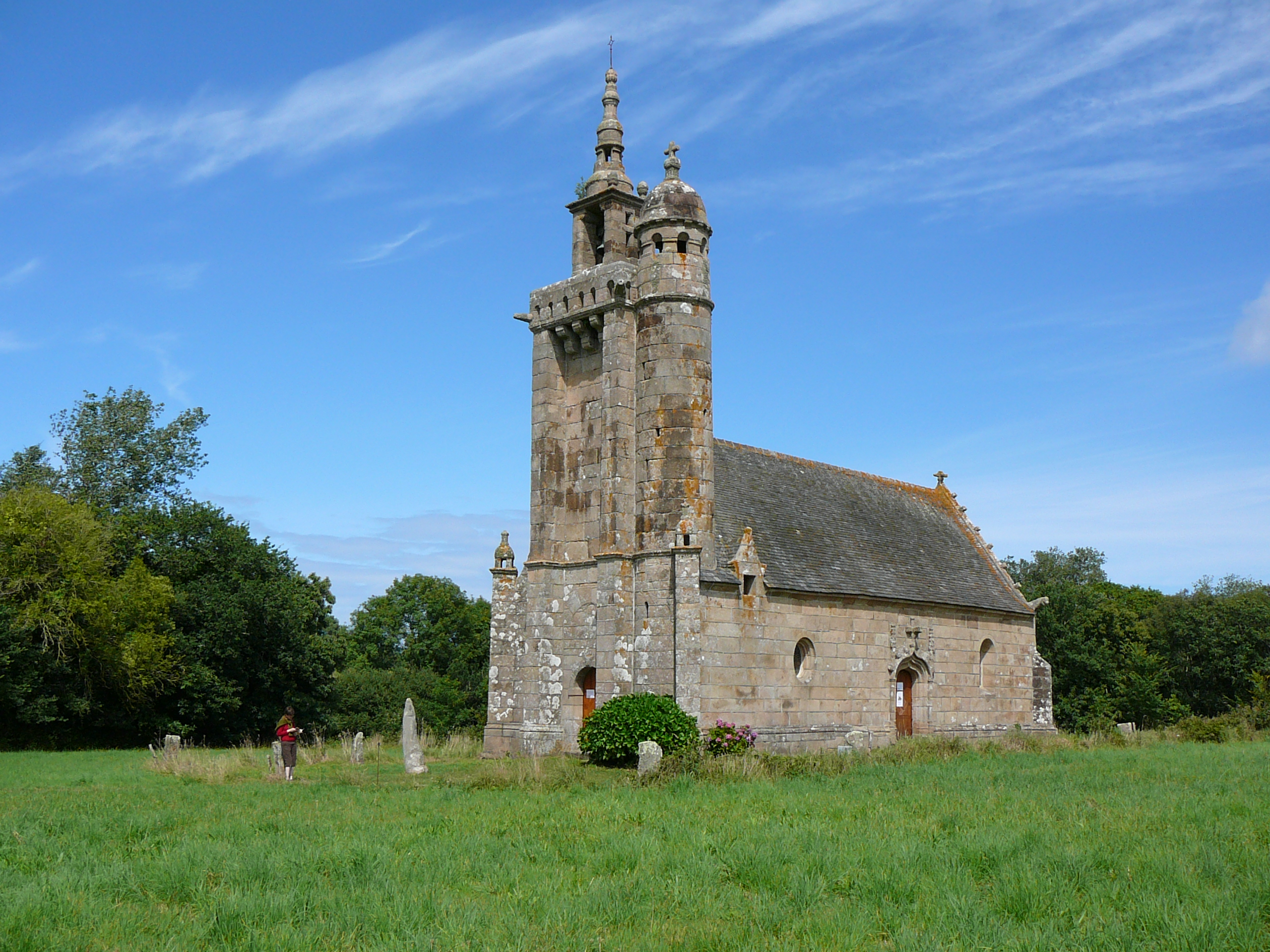
Kapelle St-Samson

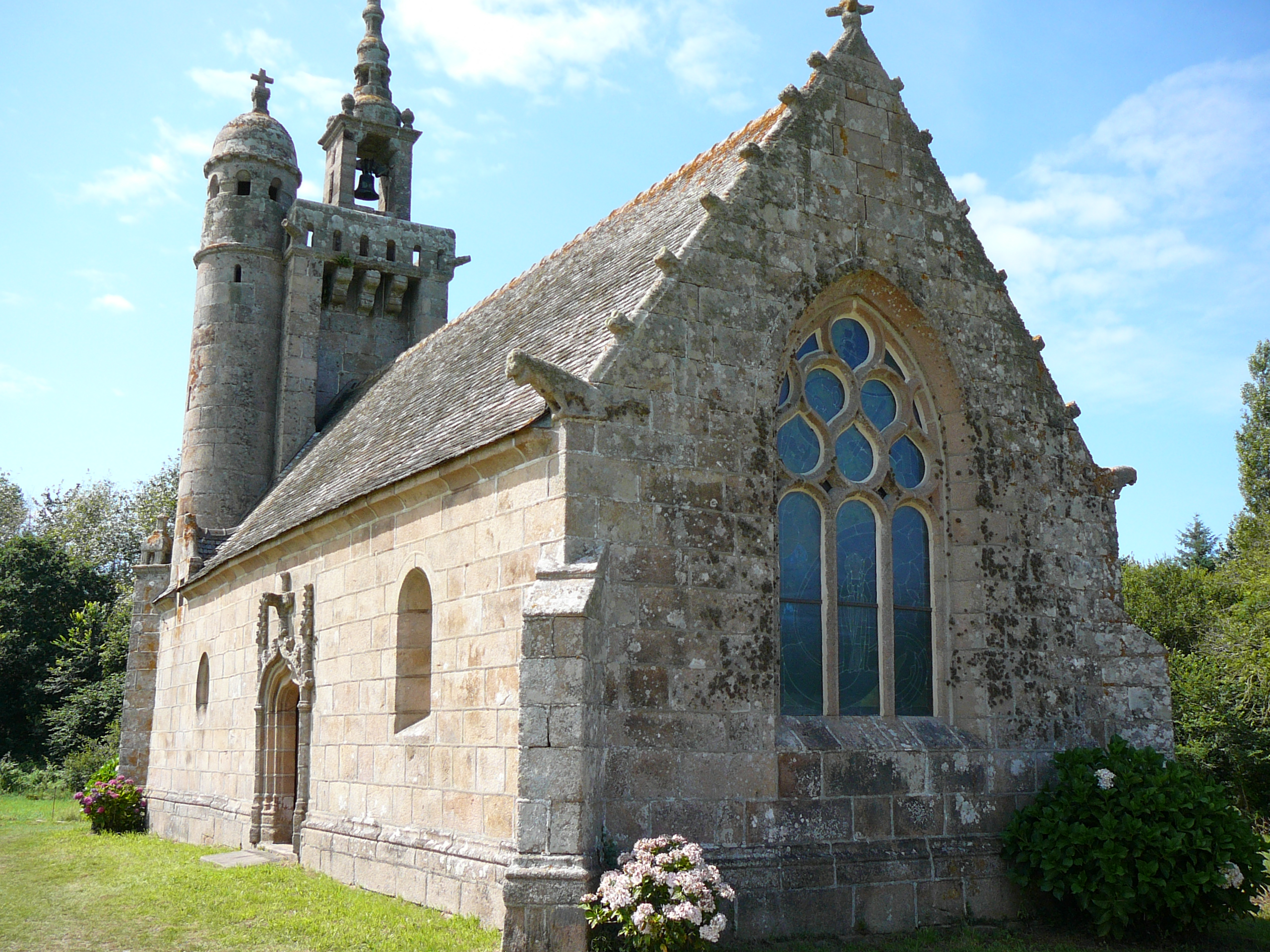
Ansicht von Südosten

St-Samson ist eine römisch-katholische Kapelle in Pleumeur-Bodou im Département Côtes-d’Armor  in der Bretagne. Die Kapelle ist seit 1964 als Monument historique eingestuft.

## Geschichte
Die dem Heiligen Samson, dem ersten Bischof des Bistums Dol, geweihte Kapelle wurde zwischen 1575 und 1610 im Stil der Flamboyantgotik auf rektangulärem Grundriss errichtet. Die Kapelle war mit dem benachbarten St-Samson-Brunnen Pilgerziel, um Heilung von Erkrankungen zu erbitten. 
Das Gotteshaus wird charakterisiert durch einen wuchtigen Westturm, dessen Glockenkammer von einer Balustrade umgeben ist, die über einen zylindrischen Treppenturm zugänglich ist. In der Ostwand befindet sich ein großes gotisches Maßwerkfenster. Der Hauptzugang erfolgt über die Südseite durch ein fein gearbeitetes Flamboyantportal.